# Lycopodiella benjaminiana
Lycopodiella benjaminiana är en lummerväxtart som beskrevs av P.G.Windisch. Lycopodiella benjaminiana ingår i släktet strandlumrar, och familjen lummerväxter. Inga underarter finns listade i Catalogue of Life.